# Lucy Jarvis

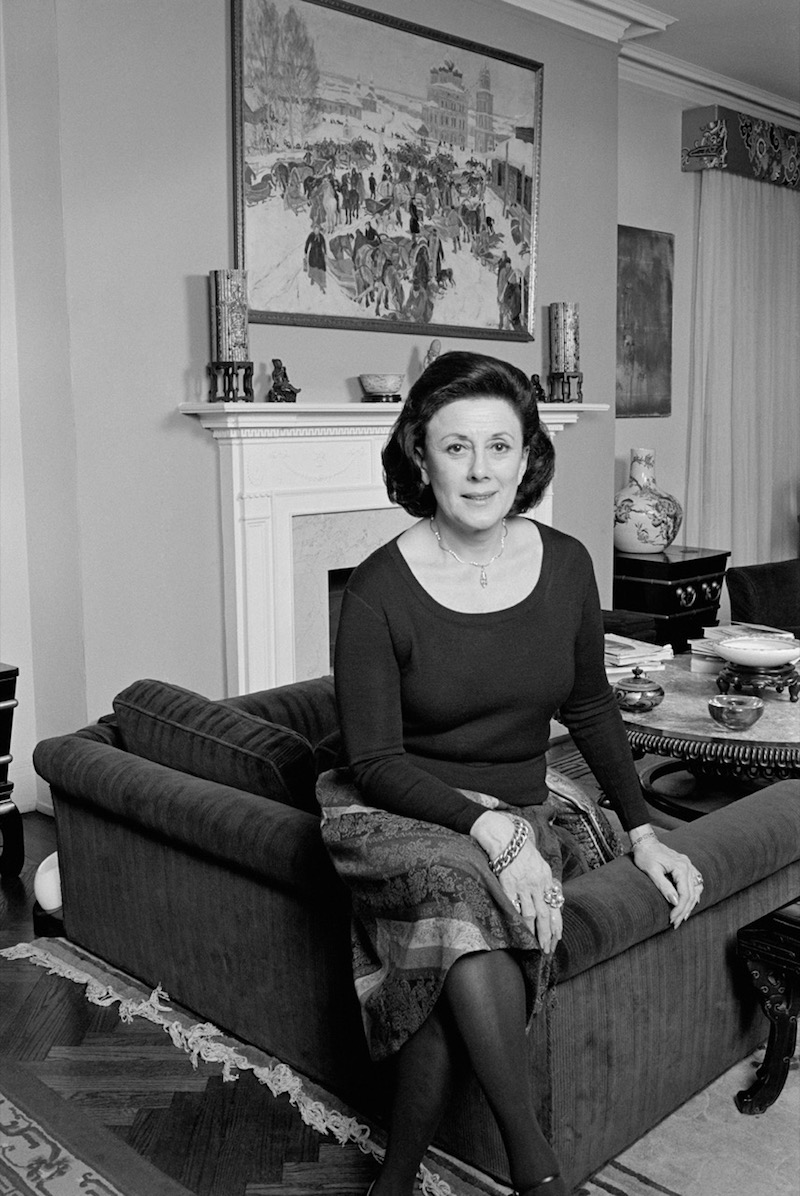
Lucy Jarvis in ihrer Wohnung im Jahr 1980

Lucile „Lucy“ Jarvis (geborene Lucile Howard; * 24. Juni 1917 in New York City; † 26. Januar 2020 ebenda) war eine US-amerikanische Fernsehproduzentin.

## Leben
Lucy Jarvis wurde 1917 als Tochter von Herman Howard und Sophie Kirsch in New York geboren. Sie studierte Wirtschaft und Ernährung an der Cornell University, wo sie zudem einen Schauspielclub leitete. Nach ihrem Studium war Jarvis zunächst als Ernährungsberaterin am NewYork-Presbyterian Hospital tätig, ehe sie Artikel zum Thema Ernährung für die Frauenzeitschrift McCall’s verfasste. Nach ihrer Heirat mit dem Anwalt Serge Jarvis im Jahr 1940 und der Geburt ihrer beiden Kinder beendete sie diese Tätigkeit jedoch.
Lucy Jarvis war anschließend unter anderem für die World ORT, verschiedene Radiosender sowie als Editorin bei Pathé News tätig. Seit 1959 arbeitete sie als Produzentin verschiedener Fernsehprogramme für die National Broadcasting Company. 1963 erschien mit The Kremlin über den Moskauer Kreml der erste von Jarvis produzierte und auch moderierte Dokumentarfilm, der 1964 für einen Emmy nominiert wurde. Es handelte sich hierbei um die erste amerikanische Produktion, bei der Filmaufnahmen im Kreml getätigt werden durften. Jarvis gilt als die erste Fernsehproduzentin, die sich mit ihren Filmen erfolgreich in der Hauptsendezeit, zuvor eine reine Männerdomäne, etablieren konnte.
Ebenfalls 1964 erschien der ebenfalls von Jarvis moderierte und produzierte Dokumentarfilm Schatzkammer der Kunst: Der Louvre, der mit zwei Emmys, einem Peabody Award sowie einem Radio-TV Critics Award ausgezeichnet wurde. 1968 erhielt sie für ihre Verdienste den Ordre des Arts et des Lettres. Für ihren 1972 ausgestrahlten Film The Peking Ballet: First Spectacular from China mit Gene Kelly in der Hauptrolle wurde Lucy Jarvis als beste Produzentin für einen Emmy nominiert.
1976 produzierte Jarvis für die American Broadcasting Company ein Fernsehspecial mit Barbara Walters. 1981 war sie Produzentin des Fernsehfilms Die Lady mit Bette Davis in der Hauptrolle. 1988 produzierte Jarvis zudem eine einzelne, russisch-amerikanische Co-Produktion des Musicals Sophisticated Ladies am New Yorker Broadway und war 1990 für die amerikanische Uraufführung der aus Russland stammenden Rockoper Juno and Avos verantwortlich.
Lucy Jarvis lebte bis zu ihrem Tod in ihrer Geburtsstadt New York. Im Juni 2017 feierte sie ihren einhundertsten Geburtstag. Im selben Jahr erhielt sie für ihre Verdienste als eine der ersten Fernsehproduzentinnen den Media Pioneer Award. Jarvis starb am 26. Januar 2020 im Alter von 102 Jahren.

## Filmografie
- 1963: The Kremlin (Dokumentarfilm)
- 1964: Schatzkammer der Kunst: Der Louvre (A Golden Prison: The Louvre; Dokumentarfilm)
- 1966: Mary Martin: Hello, Dolly! Round the World (Dokumentarfilm)
- 1971: Hinter den Kulissen von Scotland Yard (Scotland Yard: The Golden Thread; Dokumentarfilm)
- 1972: The Peking Ballet: First Spectacular from China (Fernsehfilm)
- 1976: The Barbara Walters Special (Fernsehshow, eine Episode)
- 1981: Die Lady (Family Reunion; Fernsehfilm)